# Live in Dublin (álbum de Leonard Cohen)
Live in Dublin es el quinto álbum en directo del músico canadiense Leonard Cohen, programado para publicarse en diciembre de 2014 por la compañía discográfica Columbia Records. El álbum fue grabado en el O2 Arena de Dublín, Irlanda en septiembre de 2013, con motivo de la gira Old Ideas Tour, en promoción de su álbum Old Ideas de 2012.

## Recepción
Tras su publicación, Live in Dublin obtuvo en general buenas reseñas de la prensa musical, con una puntuación de 83 sobre 100 en la web Metacritic, basada en seis críticas. Aunque reconoce que gran parte del material se solapa con el del lanzamiento de Live in London en 2009, la revista Rolling Stone comentó que el nuevo álbum «bien merece su precio». En otra reseña positiva, Mackenzie Herd de Exclaim! escribió que Cohen «se las arregla para cautivar al público de todo el mundo con un trabajo perpetuamente relevante y profundo, dejando estadios repletos y satisfechos en su estela como hace aquí».
Mark Deming de Allmusic comentó: «Si Live in London documentó a un intérprete inesperadamente revitalizado, Live in Dublin muestra que desde entonces ha crecido hacia un exhibicionista en el mejor sentido de la palabra. Si Cohen parecía contento de saludar a su público en 2009, en esta grabación de un concierto de septiembre de 2013, el venerable cantautor se deleita en el tira y afloja entre él y los que han venido a verlo, y sus canciones de amor y Eros se han vuelto más vitales en la medida que actuaciones de Cohen han ganado fuerza, confianza y pasión».

## Lista de canciones
| Disco 1 |                               |          |  |
| N.º     | Título                        | Duración |  |
| 1.      | «Dance Me to the End of Love» | 5:56     |  |
| 2.      | «The Future»                  | 6:46     |  |
| 3.      | «Bird on the Wire»            | 7:09     |  |
| 4.      | «Everybody Knows»             | 5:35     |  |
| 5.      | «Who By Fire»                 | 8:44     |  |
| 6.      | «The Gypsy's Wife»            | 6:12     |  |
| 7.      | «The Darkness»                | 5:51     |  |
| 8.      | «Amen»                        | 8:02     |  |
| 9.      | «Come Healing»                | 3:58     |  |
| 10.     | «Lover Lover Lover»           | 6:49     |  |
| 11.     | «Anthem»                      | 8:07     |  |

| Disco 2 |                           |          |  |
| N.º     | Título                    | Duración |  |
| 1.      | «Tower of Song»           | 6:30     |  |
| 2.      | «Suzanne»                 | 4:25     |  |
| 3.      | «Chelsea Hotel No. 2»     | 3:23     |  |
| 4.      | «Waiting for the Miracle» | 8:01     |  |
| 5.      | «The Partisan»            | 5:26     |  |
| 6.      | «In My Secret Life»       | 5:04     |  |
| 7.      | «Alexandra Leaving»       | 7:57     |  |
| 8.      | «I'm Your Man»            | 5:58     |  |
| 9.      | «Recitation»              | 3:20     |  |
| 10.     | «Hallelujah»              | 7:25     |  |
| 11.     | «Take This Waltz»         | 5:59     |  |

| Disco 3 |                              |          |  |
| N.º     | Título                       | Duración |  |
| 1.      | «So Long, Marianne»          | 5:33     |  |
| 2.      | «Going Home»                 | 4:06     |  |
| 3.      | «First We Take Manhattan»    | 6:40     |  |
| 4.      | «Famous Blue Raincoat»       | 4:34     |  |
| 5.      | «If It Be Your Will»         | 4:53     |  |
| 6.      | «Closing Time»               | 5:34     |  |
| 7.      | «I Tried to Leave You»       | 7:44     |  |
| 8.      | «Save the Last Dance for Me» | 4:09     |  |

| Disco 4: DVD Bonus |                                                                            |          |  |
| N.º                | Título                                                                     | Duración |  |
| 1.                 | «Show Me The Place» (04/13/13, Scotiabank Centre, Halifax, Nueva Escocia)  |          |  |
| 2.                 | «Anyhow» (04/20/13, Mile One Centre, St. John's, Newfoundland)             |          |  |
| 3.                 | «Different Sides» (04/15/13, Harbour Station, Saint John, Nuevo Brunswick) |          |  |

## Posición en listas
| País              | Lista                   | Posición |
| ----------------- | ----------------------- | -------- |
| Alemania          | Media Control Charts    | 53       |
| Austria           | Ö3 Austria Top 40       | 33       |
| Bélgica (Flandes) | Ultratop 200 Albums     | 31       |
| Bélgica (Valonia) | Ultratop 200 Albums     | 63       |
| España            | Promusicae Albums Chart | 79       |
| Estados Unidos    | Top Rock Albums         | 43       |
| Estados Unidos    | Folk Albums             | 9        |
| Francia           | SNEP Albums Chart       | 119      |
| Países Bajos      | Dutch Albums Chart      | 19       |
| Reino Unido       | UK Albums Chart         | 84       |
| Suiza             | Hitparade Albums Chart  | 48       |